# Anthony-Maria Browne, II visconte Montagu
Anthony-Maria Browne, II visconte Montagu (Inghilterra, 1574 – 23 ottobre 1629), è stato un nobile e politico inglese.

## Biografia
Anthony-Maria Browne nacque nel 1574, figlio di Anthony Browne (22 luglio 1552 – 29 giugno 1592), il maggiore dei figli di Anthony Browne, I Visconte Montagu, e Mary Dormer. Successe al nonno nel titolo di Visconte Montagu nel 1592, quando aveva appena 18 anni. Con questa eredità, acquisì anche un patrimonio stimato tra le 3600 e le 5400 sterline annue.
Nel corso della sua vita, Anthony-Maria Browne fu coinvolto in vicende politiche complesse. Dopo il complotto delle polveri del 1605, fu arrestato e trascorse circa un anno prigioniero nella Torre di Londra.
Nel 1595 scrisse un'opera intitolata "A Booke of Orders and Rules", in cui forniva linee guida per l’amministrazione delle case nobiliari.
Morì il 23 ottobre 1629 e fu sepolto nella chiesa di Midhurst. Le rovine della sua residenza, Cowdray House, rappresentano oggi una testimonianza della sua epoca.